# Zaproszenie dla cudzoziemca

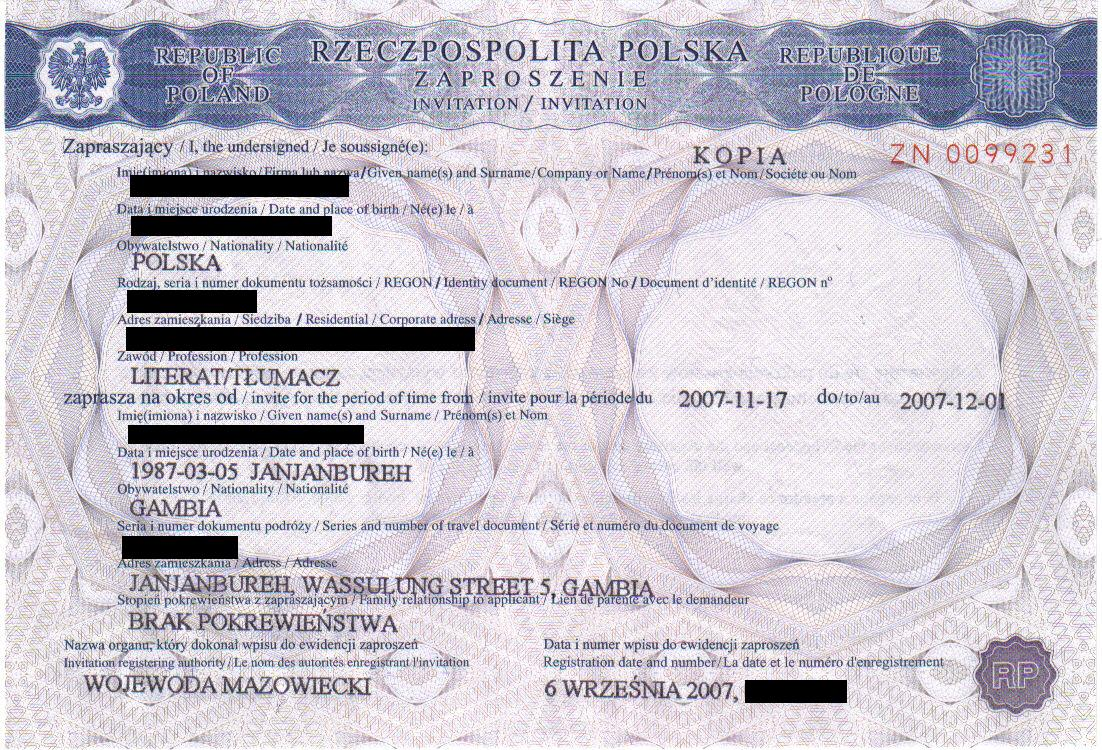
Polskie zaproszenie dla cudzoziemca

Zaproszenie dla cudzoziemca – dokument urzędowy wystawiany przez właściwy organ administracji publicznej (w Polsce przez wojewodów), potwierdzający posiadanie przez cudzoziemca ubiegającego się o prawo do wjazdu do danego kraju środków na pokrycie kosztów pobytu i powrotu do ojczyzny (koszty te zobowiązuje się ponieść zapraszający, na wniosek którego wystawiono zaproszenie). Zaproszenia umożliwiają cudzoziemcowi otrzymanie wizy w placówkach dyplomatycznych kraju, do którego zamierza wjechać. Nie są wymagane przez wszystkie państwa. 
Niektóre kraje wymagają zaproszenia nawet wówczas, gdy cudzoziemiec zamierza pokryć koszty pobytu z własnych środków. W przypadku wyjazdów turystycznych, zaproszenia takie mogą być wydawane przez hotele lub biura podróży, mające siedzibę w kraju, do którego zamierza udać się cudzoziemiec. W niektórych krajach (zwłaszcza krajach byłego ZSRR) zaproszenia takie nazywane są voucherami turystycznymi. W przypadku części krajów – na przykład Libii i Algierii – funkcję zaproszeń turystycznych spełnia w praktyce pisemne potwierdzenie wykupienia wyjazdu turystycznego. Nieliczne kraje wymagają wykupienia vouchera turystycznego na granicy (np. Dominikana) – nie jest to jednak zaproszenie sensu stricto (nie dokumentuje sytuacji materialnej i socjalnej cudzoziemca na terytorium państwa goszczącego).